# Norma Croker
Norma Wilson Croker-Fleming  (ur. 11 września 1934 w Brisbane, zm. 21 sierpnia 2019 tamże) – australijska lekkoatletka specjalizująca się w biegach sprinterskich, dwukrotna uczestniczka letnich igrzysk olimpijskich (Melbourne 1956, Rzym 1960), złota medalistka olimpijska z Melbourne w sztafecie 4 × 100 metrów. Sukcesy osiągała również w skoku w dal.

## Sukcesy sportowe
- trzykrotna medalistka mistrzostw Australii: srebrna w skoku w dal (1960) oraz dwukrotnie brązowa w biegu na 220 jardów (1956, 1960)[2]

| Rok  | Miasto    | Zawody               | Konkurencja                      | Wynik                  |
| ---- | --------- | -------------------- | -------------------------------- | ---------------------- |
| 1956 | Melbourne | igrzyska olimpijskie | sztafeta 4 × 100 m bieg na 200 m | złoty medal 4. miejsce |
| 1960 | Rzym      | igrzyska olimpijskie | skok w dal                       | 15. miejsce            |

## Rekordy życiowe
- bieg na 100 metrów – 11,6 – 1956
- bieg na 200 metrów – 23,5 – 1956
- skok w dal – 6,06 – 1960